# Sukoraharjo
Sukoraharjo is een bestuurslaag in het regentschap Malang van de provincie Oost-Java, Indonesië. Sukoraharjo telt 7535 inwoners (volkstelling 2010).